# Air Botswana

Logo der Air Botswana bis 2018

Air Botswana ist die staatliche Fluggesellschaft Botswanas mit Sitz in Gaborone und Basis auf dem Flughafen Gaborone.

## Geschichte

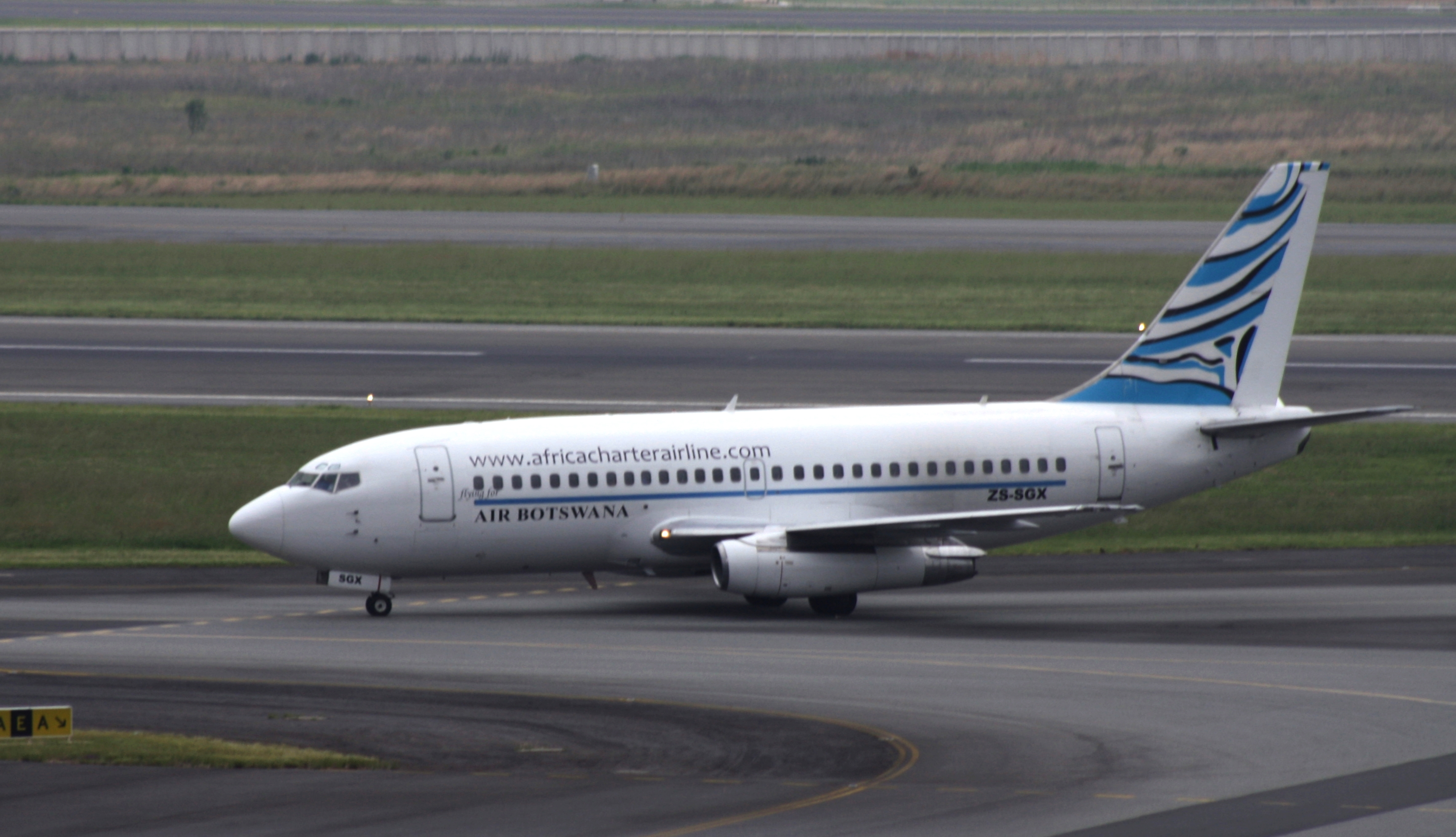
Boeing 737-200 der Air Botswana, 2009

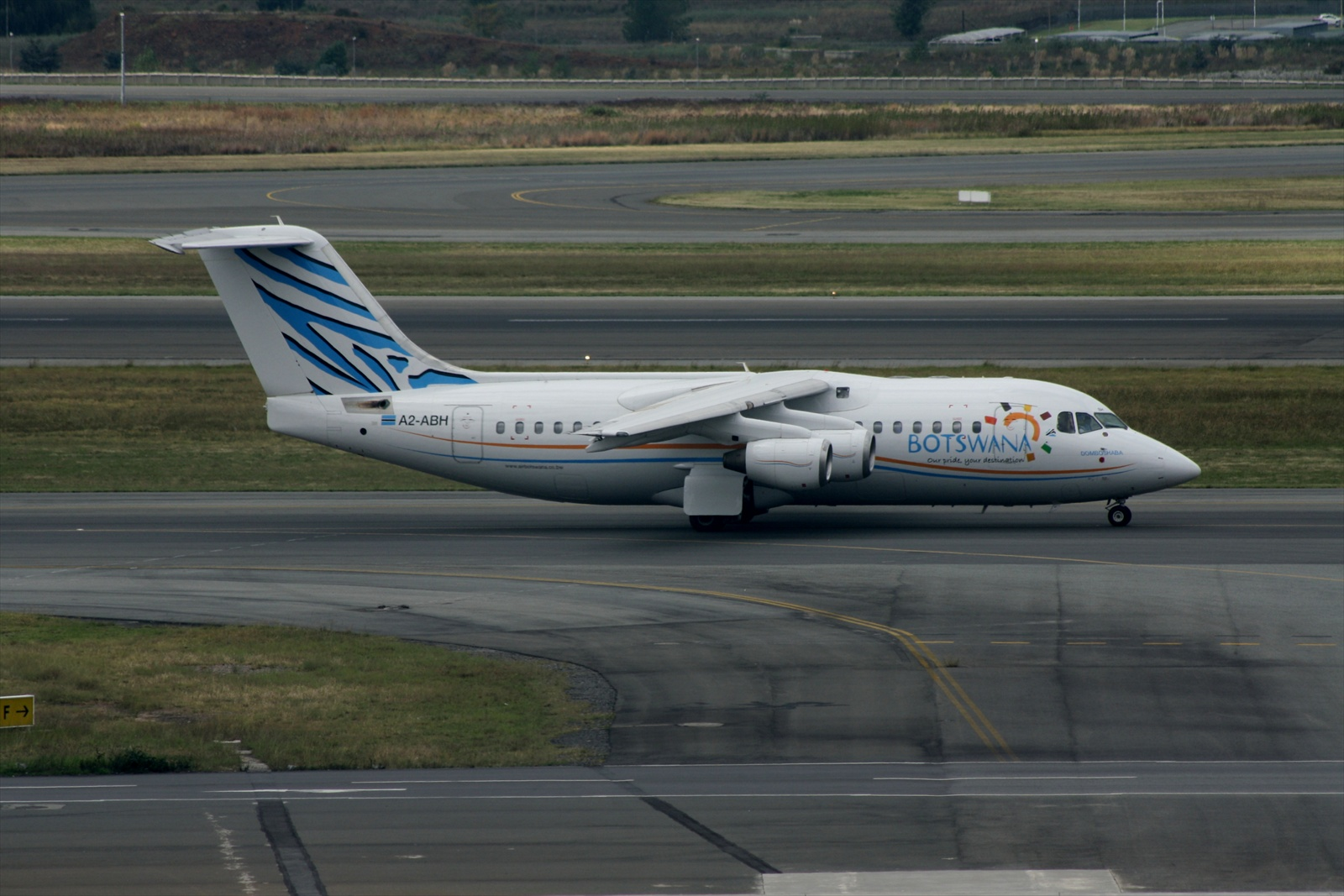
Avro RJ85 der Air Botswana

Air Botswana wurde 1972 per Dekret des damaligen Präsidenten Seretse Khama gegründet und nahm am 1. August desselben Jahres den Flugbetrieb mit Fokker F-27 und Britten-Norman BN-2 Islander auf. Sie ist die Nachfolgegesellschaft der ebenfalls staatlichen Botswana Airways (1969–1972) bzw. zuvor Botswana National Airways (1966–1969) und davor Bechuanaland National Airways.
Ab 1988 wurde die Flotte modernisiert und Air Botswana nahm ATR 42 sowie BAe 146-100 in die Flotte auf. Die gesamte ATR-Flotte wurde im Oktober 1999 zerstört, nachdem sich ein Pilot der Fluggesellschaft mit einer dieser ATRs in selbstmörderischer Absicht auf die abgestellten Flugzeuge stürzte. Mit geleasten Flugzeugen konnte der Flugbetrieb aufrechterhalten werden – Ende 1999 wurden erneut drei ATR 42 beschafft. 2009 wurden zwei neue ATR 72-500 für 30 Millionen Euro erworben.
Im Dezember 2008 verlor die Fluggesellschaft angeblich aufgrund von mangelnden Sicherheitsüberprüfungen ihre Mitgliedschaft in der International Air Transport Association. Bis Ende 2010 konnte diese jedoch, nachdem die Sicherheit erhöht wurde, wieder aktiviert werden. Im Oktober 2010 berichtete eine Zeitung aus Botswana, dass Air Botswana die Mitgliedschaft zurückgezogen hätte. Die Fluggesellschaft solle heruntergewirtschaftet werden, um sie privatisieren und preiswert verkaufen zu können.
Zwischen 2010 und 2013 erwirtschaftete Air Botswana einen Verlust von etwa 220 Millionen Pula.

### Privatisierung
Im Jahr 2004 wurde von der Regierung Botswanas eine Privatisierung des Staatsbetriebes angestrebt. Das einzige Angebot, das der South African Airlink, zur Privatisierung wurde vom Parlament des Landes 2007 abgelehnt. Weitere Gespräche mit unter anderem Aer Arann bezüglich eines Managementvertrages der Air Botswana blieben 2009 ebenfalls ergebnislos.
Seit Februar 2017 gibt es erneute Bestrebungen zur Privatisierung oder der Übernahme der Strecken und damit Einstellung der Fluggesellschaft. Hierfür haben sich bis Ende Mai 2017 Wilderness Air, Ethiopian Airlines, South African Airways und Comair sowie die deutsche InAvia Aviation Consultants beworben. Am 9. Juni wurde Wilderness Air als bevorzugtes Unternehmen benannt, zog ihr Angebot jedoch wenige Tage später zurück.
Seit 2018 ist die Fluggesellschaft im Umbruch und erweitert ihre Flotte durch neue Flugzeuge. Die Regierung erhofft sich dadurch bessere Chancen zur Privatisierung von Air Botswana. Im August 2021 bekundete die südafrikanische Airshare Limited Interesse an einer Übernahme von Air Botswana.

## Flugziele
Air Botswana bedient (Stand Juli 2024) diverse Ziele im Inland und fliegt nach Sambia, Simbabwe und Südafrika.

## Flotte

### Aktuelle Flotte
Mit Stand Mai 2025 besteht die Flotte der Air Botswana aus sechs Flugzeugen mit einem Durchschnittsalter von 13,1 Jahren:
| Flugzeugtyp     | Anzahl | bestellt | Anmerkungen                      | Sitzplätze | Durchschnittsalter |
| --------------- | ------ | -------- | -------------------------------- | ---------- | ------------------ |
| ATR 72-600      | 2      |          |                                  | 70         | 07,7 Jahre         |
| Embraer ERJ-145 | 2      |          | betrieben durch Westair Aviation | 50         | 17,3 Jahre         |
| Embraer ERJ-170 | 1      |          | inaktiv                          | 70         | 14,7 Jahre         |
| Embraer ERJ-175 | 1      |          | inaktiv                          | 88         | 13,9 Jahre         |
| Gesamt          | 6      | -        |                                  |            | 13,1 Jahre         |

### Ehemalige Flotte

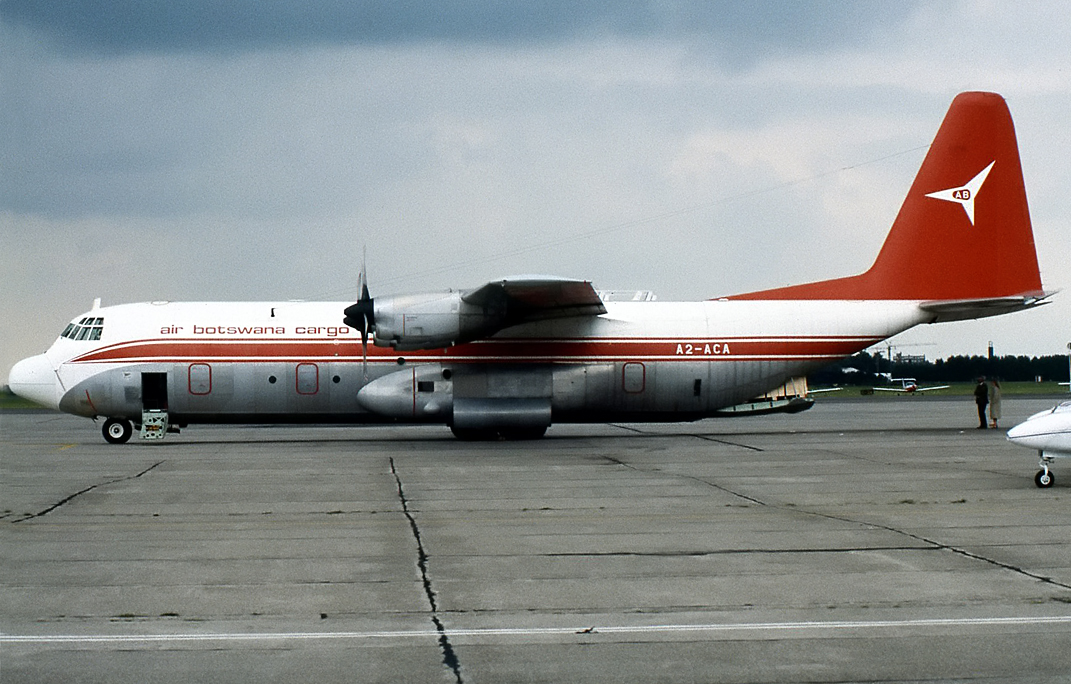
Lockheed L-100 Hercules der Air Botswana, 2010

Zuvor betrieb Air Botswana unter anderem auch folgende Flugzeugtypen:
- ATR 42-300/500
- ATR 72-500
- Boeing 737-200
- Bombardier CRJ-100
- British Aerospace 146-100
- British Aerospace Avro RJ85
- Lockheed L-100 Hercules
- McDonnell Douglas MD-83

## Zwischenfälle
Am 11. Oktober 1999 stürzte sich ein Pilot der Air Botswana mit einer ATR 42 (Luftfahrzeugkennzeichen A2-ABB) auf die verbliebenen zwei Exemplare gleichen Typs, die auf dem Rollfeld des Flughafens Gaborone abgestellt waren. Zuvor hatte er circa zwei Stunden über den Flugplatz gekreist und gefordert, u. a. mit Präsident Festus Mogae verbunden zu werden, der sich allerdings im Ausland befand. Der Pilot, der sich allein und unbefugt an Bord der Maschine befand, starb. Es gab keine weiteren Opfer (siehe auch Air-Botswana-Flugunfall 1999).